# Eerste divisie (vrouwenhandbal) 1981/82
De eerste divisie is de op een na hoogste afdeling van het Nederlandse handbal bij de dames op landelijk niveau. In het seizoen 1981/1982 werden onder andere Vlug en Lenig kampioen en promoveerden naar de eredivisie.

## Opzet
- De kampioen promoveert rechtstreeks naar de eredivisie (mits er niet al een hogere ploeg van dezelfde vereniging in de eredivisie speelt).
- De twee ploegen die als laatste eindigen, degraderen rechtstreeks naar de tweede divisie.

## Eerste divisie A

### Teams
| Ploeg           | Plaats      | Provincie     |
| --------------- | ----------- | ------------- |
| Bornerbroek     | Bornerbroek | Overijssel    |
| E&O             | Emmen       | Drenthe       |
| ESCA            | Arnhem      | Gelderland    |
| Hellas 2        | Den Haag    | Zuid-Holland  |
| HMS             | Utrecht     | Utrecht       |
| HVS             | Schagerbrug | Noord-Holland |
| Ookmeer         | Amsterdam   | Noord-Holland |
| Quick '20       | Oldenzaal   | Overijssel    |
| De Volewijckers | Amsterdam   | Noord-Holland |
| WWV             | Winterswijk | Gelderland    |

### Stand
| Pos | Club | Wed | Ptn | Opmerking                         |
| --- | ---- | --- | --- | --------------------------------- |
| 1   |      | 18  | ?   | Promoveert naar de Eredivisie     |
| 2   |      | 18  | ?   |                                   |
| 3   |      | 18  | ?   |                                   |
| 4   |      | 18  | ?   |                                   |
| 5   |      | 18  | ?   |                                   |
| 6   |      | 18  | ?   |                                   |
| 7   |      | 18  | ?   |                                   |
| 8   |      | 18  | ?   |                                   |
| 9   |      | 18  | ?   | Degradeert naar de Tweede divisie |
| 10  |      | 18  | ?   | Degradeert naar de Tweede divisie |

## Eerste divisie B

### Teams
| Ploeg             | Plaats      | Provincie     |
| ----------------- | ----------- | ------------- |
| Animo             | Rijswijk    | Zuid-Holland  |
| Ancora            | Barendrecht | Zuid-Holland  |
| Van der Broek/DES | Eindhoven   | Noord-Brabant |
| EBHV              | Breda       | Noord-Brabant |
| Pl./Foreholte     | Voorhout    | Zuid-Holland  |
| Hercules          | Onbekend    | Onbekend      |
| Loreal            | Venlo       | Limburg       |
| Vlug en Lenig     | Geleen      | Limburg       |
| Wings             | Den Haag    | Zuid-Holland  |
| Zonnebloem        | Montfort    | Limburg       |

### Stand
| Pos | Club              | Wed | Ptn | Opmerking                         |
| --- | ----------------- | --- | --- | --------------------------------- |
| 1   | Vlug en Lenig     | 18  | 24  | Promoveert naar de Eredivisie     |
| 2   | Wings             | 18  | 23  |                                   |
| 3   | Loreal            | 18  | 22  |                                   |
| 4   | Animo             | 18  | 20  |                                   |
| 5   | Pl./Foreholte     | 18  | 19  |                                   |
| 6   | Zonnebloem        | 18  | 19  |                                   |
| 7   | Van der Broek/DES | 18  | 18  |                                   |
| 8   | Hercules          | 18  | 18  |                                   |
| 9   | Ancora            | 18  | 14  | Degradeert naar de Tweede divisie |
| 10  | EBHV              | 18  | 4   | Degradeert naar de Tweede divisie |